# Krigsåret 1785

## Pågående krig
- Indiankrigen (1622-1918)
  - Diverse stater i Amerika på ena sidan
  - Diverse indainstammar på andra sidan

- Kriget mot ohioindianerna (1785-1795)
  - USA på ena sidan.
  - Västra konfederationen på andra sidan.